# Нішапурське родовище бірюзи
Нішапурське родовище бірюзи — родовище найкращої у світі блакитної бірюзи. Розташоване в Ірані, в пров. Хорасан пов'язане з корами хімічного вивітрювання пропілітизованих трахітів еоцену.
Нішапурське родовище бірюзи активно розроблялося у Середньовіччі. Численні гірничі розробки різних часів сягають тут до глибини 100 м і утворюють складний лабіринт горизонтальних, похилих й вертикальних виробок, а також просторих камер. Найбагатша бірюза розроблялася на південному схилі гори Алі-Мірза, висота якої сягає 2000 м. Середньовічні копальні розташовувались на кількох рівнях, починаючи з підошви гори.
Перські бірюзові рудники пов'язані з шерегою гір, що простяглася з заходу на схід між містами Котшан і Нішапур. Гірські гряди складені молодими третинними вапняками й пісковиками з шарами кам'яної солі й гіпсу. Бірюзові штокверки розвинені від поверхні до глибини 100–120 м і розташовані на невеликій відстані один від одного вздовж зони тріщинуватості. Бірюза представлена в штокверках системами невеликих жилок товщиною від 2 до 15 мм. Найбільш уславлені копальні розташовувались поблизу селища Фірюза-Мааден.